# Elecciones provinciales de Córdoba de 1951
Las elecciones generales de la provincia de Córdoba de 1951 tuvieron lugar el 11 de noviembre, al mismo tiempo que las elecciones presidenciales y legislativas a nivel nacional, siendo las primeras en las que se utilizó el sufragio universal de hombres y mujeres. Se realizaron con el objetivo de elegir al Gobernador para el período 1952-1958, y a la mitad de los miembros del Senado Provincial y la Cámara de Diputados. Los comicios de gobernador fueron adelantados por una cláusula transitoria de la reforma constitucional argentina de 1949, que establecía además que los cargos electos asumirían el 4 de junio de 1952, en lugar del tradicional 17 de mayo.
Mientras que el Partido Peronista dominaba casi en su totalidad la política electoral del país, en Córdoba la competencia fue muy reñida entre el peronista Raúl Lucini (ya que Atilio Antinucci no se presentó a la reelección para un mandato completo) y el radical Arturo Umberto Illia, vicegobernador previo al golpe del 43. El compañero de fórmula de Lucini fue Federico de Uña, y el de Illia, Arturo Zanichelli, en lo que se conoció como "Fórmula de los Arturos". La tercera fórmula fue José A. Mercado - Carlos S. Ide, del conservador Partido Demócrata de Córdoba.
En última instancia, triunfó y fue elegido Lucini con poco menos del 52% de los votos, mientras que el peronismo conservó la mayoría en ambas cámaras de la Legislatura, y triunfando en 23 de los 26 departamentos. Lucini se convirtió así en el gobernador más joven de Córdoba al contar con treinta y cuatro años al momento de su asunción. Sin embargo, el radicalismo consiguió un resonante segundo lugar al superar Illia el 40% de los votos, incrementando su representación legislativa, y logrando imponerse en tres departamentos (Tercero Arriba, Río Segundo y San Justo). Lucini no logró completar el mandato constitucional debido al golpe de Estado de septiembre de 1955, que precisamente se desató en la provincia de Córdoba.

## Resultados
|  | 51,98 % |

|  | 43,08 % |

|  | 4,94 % |

|  | 97,80 % |

|  | 2,20 % |

|  | 100 % |

|  | 90,62 % |